# Wet wing
La wet wing è un tipo di ala in cui i serbatoi, invece di essere parti "indipendenti" dall'ala, sono ricavati da sezioni dell'ala stessa opportunamente sigillate. Eliminando l'esigenza di serbatoi interni (i cosiddetti bladders), il velivolo è più leggero e si ha una diminuzione del momento di flessione della radice alare causato dalla portanza generata dalle ali durante il volo. Questo offre un'ulteriore riduzione di peso per il fatto che le componenti strutturali possono essere progettate per essere più leggere, poiché esse non devono più sopportare grandi forze.

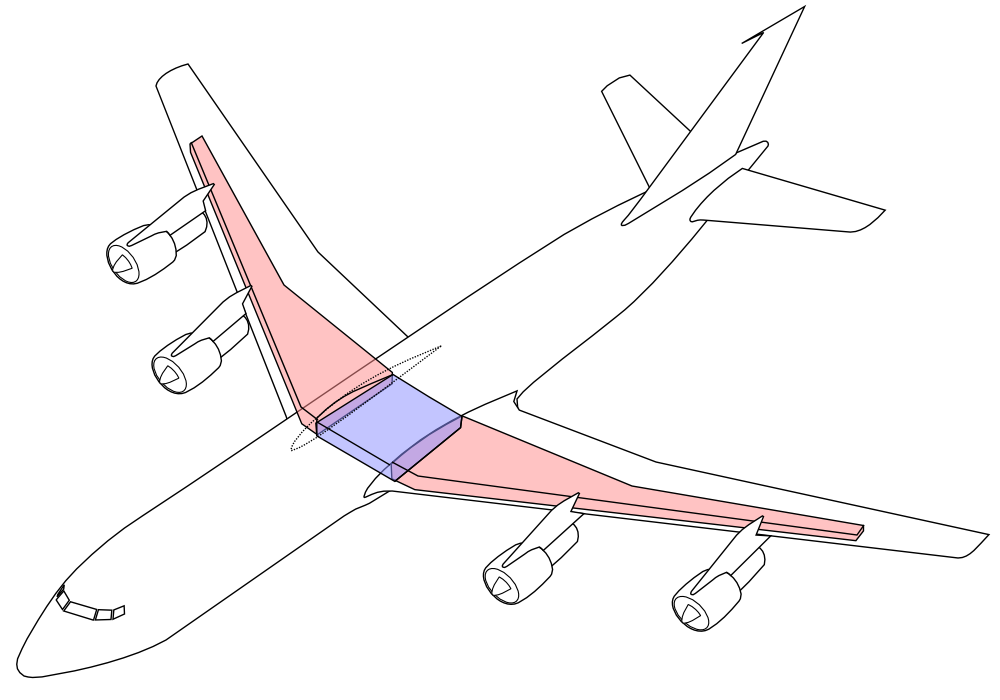
Serbatoi alari integrali

Le wet wings sono largamente presenti nella maggior parte dei velivoli civili, dai grandi aerei da trasporto (come quelli di linea) a quelli piccoli da aviazione generale. Dal momento che i serbatoi sono parte integrante della struttura non possono essere rimossi, e richiedono sportelli di accesso per la manutenzione di routine e per le ispezioni visive.
Uno svantaggio della wet wing è che ogni rivetto, bullone, piastrina filettata o tubo che penetra l'ala dev'essere sigillato per prevenire perdite o infiltrazioni di benzina in corrispondenza di questi giunti meccanici. Il sigillante deve permettere espansione e contrazione causata da rapidi cambi di temperatura (per esempio quando benzina fredda viene pompata in un serbatoio caldo) e deve mantenere le sue proprietà sigillanti sia quando è immerso nella benzina che quando è lasciato all'asciutto per lunghi periodi. Lavorare con questo sigillante può essere difficile e la sostituzione di un vecchio sigillante dentro un serbatoio alare può essere anche peggio se anche quello vecchio dev'essere rimosso prima che ne venga applicato uno nuovo.